# پارک ملی خیبینی
پارک ملی خیبینی (انگلیسی: Khibiny National Park) یک پارک ملی حفاظت‌شده در استان مورمانسک کشور روسیه است.